# SKU
SKU (англ. Stock Keeping Unit) [skew] — ідентифікатор товарної позиції, одиниця обліку запасів, складський номер, який використовується в торгівлі для відстеження статистики по реалізованих товарах /послугах. Кожній продажній позиції, будь-то товар, варіант товару, комплект товарів (що продаються разом), послуга чи якийсь внесок, призначається свій SKU. SKU не завжди асоціюється з фізичним товаром, будучи швидше ідентифікатором сутності, представленої до оплати. Такі послуги, як: термінова доставка, членські внески, плата за з'єднання, — нематеріальні, але можуть мати свої SKU, якщо по них виставляється рахунок. Не слід плутати SKU з GTIN (глобальний номер товарної позиції), який позначає міжнародний номер продукту в єдиній міжнародній базі GS1.
SKU зручний, коли необхідно відстежити статистику продажів того чи іншого товару, порівняти продажу різних варіантів продукту. Нехай, наприклад, матраци з одного матеріалу і технології виробництва продаються у варіантах: 120×50 см або 110×55 см розмірів, білого, бежевого або бузкового забарвлення. Доцільно призначити шість різних SKU для будь-якого можливого варіанту, щоб згодом можна було відстежити кількість продажів по кожному варіанту окремо.
Слід відрізняти складський номер від номера цієї ж позиції товару у виробника (англ. manufacturing part number).